# Sequestro di Fabrizio De André e Dori Ghezzi
Il sequestro di Fabrizio De André e Dori Ghezzi è stato un caso di rapimento avvenuto in Sardegna nel 1979 per mano dell'Anonima sequestri, del quale furono vittime il cantautore Fabrizio De André e la sua compagna, la cantante Dori Ghezzi.

## Premesse
Fabrizio De André visitò per la prima volta la Sardegna nell'estate del 1968, trascorrendo un periodo a Portobello di Gallura, un lembo di terra ancora lontano dalla mondanità e dal turismo di massa che in quegli anni iniziavano ad investire le coste nordorientali dell'isola. In poco tempo fu colpito da quello che chiamava "mal dei sardi", volendo dire di essere rimasto affascinato dal mistero e dalle suggestioni della Sardegna e del Mar Mediterraneo. Nel 1976, così, lasciò Genova, sua città d'origine, e si trasferì assieme alla compagna Dori Ghezzi in Gallura, nelle campagne del comune di Tempio Pausania, dove acquistò 51 ettari di terreno divisi in tre appezzamenti distinti: Donna Maria, che sta alle pendici del Monte Limbara e raggiunge i 700 metri di altitudine, L'Agnata e Tanca Manna. Negli anni trascorsi in Sardegna, il cantante ligure sviluppò una forte passione per l'agricoltura e l'allevamento, mettendo temporaneamente in secondo piano l'attività musicale.
All'Agnata la coppia recuperò e ristrutturò un vecchio stazzo adagiato a fondo valle e circondato da un boschetto di lecci e querce. Lo stazzo diventò una vera e propria fattoria, dove, a partire dal 1994, all'attività agro-pastorale si affiancò quella di agriturismo.

De André dichiarò che si trattava di un luogo: 

## Il sequestro
I banditi, prima di entrare in azione, rimasero nascosti per alcuni giorni fra i cespugli a ridosso della tenuta dell'Agnata, controllando con un binocolo i movimenti delle vittime. 
Durante la giornata di lunedì 27 agosto 1979, nella casa furono presenti molte persone: Fabrizio e Dori, i genitori di lei, la sorella ed il cognato con i figli ed altri amici. Alla sera tutti gli ospiti lasciarono la casa; i genitori di Dori portarono via anche Luvi, figlia della coppia nata 2 anni prima, per farle trascorrere qualche giornata al mare nella loro casa di Porto San Paolo. Attorno alle 20, così, Fabrizio e Dori rimasero soli in casa. Dopo cena, attorno alle 23, la coppia si preparava ad andare a dormire quando Dori sentì qualcuno salire velocemente e rumorosamente le scale del piano superiore. Sapendo che Fabrizio era scalzo, quindi non poteva fare tale rumore, si affacciò al ballatoio per capire cosa stesse succedendo e venne aggredita da due uomini armati e col volto coperto da un cappuccio con due fori all'altezza degli occhi, mentre un terzo uomo puntava un fucile contro Fabrizio. "Fummo presi e fatti scendere al piano terra - raccontarono i due in seguito -, dopo averci fatto calzare scarpe chiuse e portato con noi alcune paia di calze. Ci fecero uscire dal retro della casa e fatti sedere sulla nostra macchina, una Citroen Diane 6, targata MI. Prima di chiudere la porta chiesero a Fabrizio dove fosse l’interruttore per spegnere le luci del giardino". Dalla casa venne portato via anche il fucile Winchester che Fabrizio teneva in camera da letto, insieme ad una confezione di munizioni.

### Il trasferimento
Dori e Fabrizio vennero fatti salire sui sedili posteriori della Citroen con due banditi a fianco, mentre il terzo guidò la vettura viaggiando verso la statale Tempio-Oschiri. Tra Monti e Alà dei Sardi vennero fatti scendere dall'auto e consegnati ad un quarto malvivente che, nonostante gli accordi prevedessero un trasferimento ad Orune, li condusse a Sa Linna Sicca, nelle montagne di Pattada, dopo ore di marcia forzata. Dori ricorderà: "Scendemmo definitivamente dalla macchina e iniziammo il tragitto a piedi per la campagna che alternava tratti scoscesi a tratti pianeggianti e poi ripidi, tra cespugli e rovi, con la testa incappucciata. Camminammo per circa due ore. Dopo una sosta di riposo, riprendemmo il trasferimento in percorsi ancora più accidentati, camminando per qualche ora ancora. Dopo di che, sfiniti, ci fermammo, trascorrendo la notte all’addiaccio. Il cammino riprese il giorno successivo, percorrendo un tragitto interamente in salita, fino all’imbrunire. Raggiunta la destinazione, per la prima volta ci tolsero le maschere e alla nostra vista si presenta la sagoma di un bandito incappucciato. Apprendemmo che si trattava di uno dei nostri custodi, che ci accompagnerà per tutta la prigionia e che Fabrizio battezzerà col nome “il rospo” per via della sua voce gracchiante". Il 29 agosto l'auto di De André venne ritrovata dalla polizia sul molo di Olbia.

### La prigionia
I prigionieri rimasero nel primo nascondiglio per circa una settimana, dormendo all'aperto. Quando a Dori e Fabrizio furono levate le bende, poterono vedere che i due custodi rimanevano sempre incappucciati. Ogni sera arrivava un terzo componente della banda che portava viveri e indumenti. Le parole d'ordine erano "San Pietro" per il vivandiere e "San Giovanni" per i custodi. La coppia venne spostata in un nuovo rifugio, dove rimarrà per qualche mese. Racconterà Dori: "Quando è iniziata la stagione fredda ci hanno dotato di una piccola tenda per ripararci dalle intemperie. Abbiamo sostato in quel luogo fino alla interruzione delle trattative condotte dai secondi emissari. Le informazioni che ci davano erano che il padre di Fabrizio non volesse pagare il riscatto. Ci proponevano di liberare Fabrizio per pagare il mio riscatto o, viceversa, di liberare me affinché Fabrizio convincesse il padre a pagare la mia liberazione. Alla supplica di Fabrizio di alleviarci dalla torture delle bende i banditi acconsentirono, legandoci però con delle catene perché non scappassimo. Uno dei banditi, che di tanto in tanto veniva per accertarsi delle nostre condizioni, raccomandando ai custodi di trattarci bene, comunicava in italiano corretto e forbito, si esprimeva in modo calmo e gentile, che Fabrizio chiamava "l’avvocato". Dopo il 5 novembre siamo stati nuovamente spostati su un altro versante della montagna. In quel rifugio le tende erano due, una per noi e una per i custodi; ci dotarono anche di un fornello da campo e di una bombola di gas per preparare cibi caldi. Fino ad allora ci nutrivano con pane e formaggio, salsiccia e scatolame”. Nei monti di Pattada il clima è piuttosto rigido nei mesi autunnali ed invernali ed a tale riguardo Fabrizio dichiarerà: "Ci sono stati giorni che pensavamo di non riuscire a sopravvivere a quelle condizioni estreme. Conservai il tappo di una scatoletta, non si sa mai che avessi potuto usarlo qualora le forze non mi avessero sorretto".

### Le indagini
Fin dalle prime fasi delle indagini, coordinate dal capitano Vincenzo Rosati del Comando dei Carabinieri di Tempio, gli inquirenti ritennero che il sequestro fosse maturato in ambiente orunese. Una volta individuate quelle che potevano essere persone chiave nella vicenda, gli investigatori fecero mettere sotto controllo gli apparati telefonici dei sospettati. Il nucleo originario della banda risultò essere composto proprio da due orunesi e da un veterinario di Radicofani (Siena) vicino all'ambiente degli allevatori di ovini sardi in Toscana. I tre, nei mesi precedenti il rapimento, si erano recati spesso a Tempio per cercare i contatti che consentissero di avere informazioni a sufficienza per portare a compimento il progetto criminale. Vennero contattate diverse persone residenti in Gallura di origine barbaricina; una volta individuato il basista, era necessario completare la banda con gli elementi che avrebbero dovuto prelevare le vittime, trattare con la famiglia e portare a termine altri compiti minori. Vennero così coinvolti alcuni componenti di Pattada e alcuni latitanti che avrebbero potuto sorvegliare la coppia durante la prigionia. Venne proposto di collaborare all'azione anche ad un uomo di Tempio che, dopo aver rifiutato, fece circolare la notizia del progetto di un sequestro di persona da 2-3 miliardi di lire.
Da subito alcuni testimoni raccontarono di incontri frequenti nel distributore Agip di Tempio fra il basista e i due orunesi del nucleo organizzativo. Fu lo stesso basista a commettere il passo falso di proporre di collaborare ad un amico, che poi si lasciò sfuggire qualche parola di troppo in un bar della cittadina. Gli inquirenti capiscono anche che, all'interno della banda, stanno maturando due diverse correnti che vedono l'anima orunese a tratti contrapposta a quella pattadese, contrasti che causeranno ritardi nelle trattative e nella liberazione degli ostaggi. Persino il Generale dei Carabinieri Carlo Alberto dalla Chiesa, amico del padre di Fabrizio, si recò in Sardegna per favorire un buon avvio delle indagini.

### Le trattative
Dalle indagini emerse come le vittime avessero indirizzato una lettera al padre di Fabrizio, nella quale gli riferivano che i rapitori avevano richiesto, per rilasciarli, un riscatto di 2 miliardi di lire. La famiglia De André incaricò l'avvocato Pinna di Sassari di seguire la vicenda e prese contatti con il parroco del Sacro Cuore di Tempio, don Salvatore Vico, al quale fu chiesto di fungere da emissario. Don Vico, assieme ad una Guardia forestale di Tempio, prese contatto con i rapitori e li incontrò nelle campagne di Orune, dove essi gli consegnarono un ritaglio di giornale con le firme dei prigionieri che dimostrava la loro buona salute. Il sacerdote tentò di convincere i banditi a ridimensionare le pretese, poiché la famiglia De André non era in grado di recuperare una simile somma di denaro, ma il tentativo di mediazione fallì.
A inizio novembre, dopo un lungo e preoccupante silenzio, vi fu un nuovo contatto fra sequestratori e famiglia. Emissari della famiglia, in quel caso, furono Gesuino Dessì e Francesco Giuseppe Pala, che risultò poi essere il basista del sequestro. Gli emissari incontrarono per due volte i rapitori nella valle di Marreri, a Orune, e i banditi minacciarono di uccidere gli ostaggi se la famiglia non avesse pagato al più presto 300 milioni di lire come anticipo del riscatto. Seguirono altri incontri, ma le linee divergenti all'interno della banda stessa resero infruttuosi tutti i contatti. Una terza fase vide nuovamente nel ruolo di intermediari don Salvatore Vico e Giulio Carta, facoltoso commerciante di Orune, e fu la volta buona: il parroco del Sacro Cuore di Tempio riuscì a portare a compimento le trattative, con il riscatto che venne fissato a 550 milioni di lire e pagato, portando alla liberazione degli ostaggi. Altri 50 milioni sarebbero dovuti essere consegnati dopo la liberazione, impegno che venne onorato da De André. Si scoprì poi che Giulio Carta, che avrebbe dovuto consegnare i soldi ai banditi, tenne per sé 50 milioni di lire.

### La liberazione
Alle 23 del 20 dicembre, a pochi chilometri da Alà dei Sardi, venne rilasciata Dori Ghezzi, che fu soccorsa da don Vico. Poco meno di 24 ore dopo, alle 21 del 21 dicembre, nei pressi di Buddusò, venne liberato anche Fabrizio. Erano passati 117 giorni dal sequestro. Raccontò Dori: "Il 20 dicembre il mio guardiano mi disse che avevano deciso di liberarci. Verso le 15, dopo aver mangiato pane e formaggio, ci incamminammo a piedi percorrendo un tratto di terreno molto scosceso, col viso incappucciato. Mi accompagnano due banditi, di cui il mio guardiano e un altro che non avevamo mai sentito, né visto. Camminammo per almeno 3 ore. Passammo vicino ad una cascata d’acqua, poi attraversammo un fiume. Sentivo l’abbaiare di cani, presumo vicino ad un casolare o forse un ovile; lo intuisco da alcuni rumori. Aspettammo tante, tantissime ore vicino ad una strada nascosti tra i cespugli fino a notte inoltrata. Sono circa le 23 quando finalmente arriva una macchina, una Citroen Pallas, che ci carica a bordo. Io ero sempre con le mani legate e mascherata, sorvegliata dai due banditi. Dopo un po’ di strada, forse mezz’ora, mi fecero scendere lasciandomi sul ciglio della strada in attesa che gli emissari venissero a prendermi".
Fabrizio, nel frattempo, era rimasto nella tenda con il suo carceriere. L'indomani, dopo aver ripulito il nascondiglio, si allontanarono anche loro. "Dopo alcune ore di marcia in compagnia del mio guardiano raggiungemmo una strada asfaltata. Mi disse di aspettare che sarebbero venuti a prendermi per accompagnarmi a casa. Dopo qualche ora di attesa mi raggiunge l’emissario; ora apprendo si trattava di Giulio Carta, il quale mi fa salire sui sedili posteriori dell’auto. Mi porterà fino all’abitazione di Portobello, dove mi attendono i miei familiari".

## Gli arresti
Alle 20:00 del 25 dicembre, la sera di Natale, i carabinieri di Tempio e del Reparto operativo di Sassari arrestarono Francesco Pala, ritenuto essere il basista del sequestro, e suo fratello (poi scagionato dal giudice istruttore del Tribunale di Tempio Luigi Lombardini). Nei mesi successivi, incassato il riscatto, la componente orunese della banda si rivolse al veterinario toscano perché ripulisse il denaro, mentre la componente pattadese chiese invece aiuto a un commerciante di San Teodoro perché reinvestisse i soldi nella sua attività. L'11 marzo 1980 i carabinieri di Radicofani arrestarono il veterinario Marco Cesari, dopo che esso aveva versato presso uno sportello della Banca Popolare di Chiusi 13 milioni di lire provenienti dalla somma pagata dal padre di De André. Inizialmente Cesari negò il suo coinvolgimento nel sequestro, ma in seguito, davanti alle evidenti prove, confessò e collaborò con le indagini, consentendo l'identificazione degli altri componenti della banda.

## Il processo e le sentenze
La banda risultò essere composta da sei orunesi, un toscano e tre pattadesi. Ai dieci imputati accusati di sequestro di persona se ne aggiunsero altri due accusati uno di riciclaggio ed uno di truffa, avendo trattenuto per sé un'importante parte del riscatto mentre agiva in veste di emissario. Fabrizio e Dori si costituirono parte civile contro i mandanti (Graziano Pietro Porcu, Pietro Ghera, Salvatore Marras, Pietro Delogu e Marco Cesari), perdonando invece i carcerieri e la manovalanza. De André dichiarò in una fase del processo: "Capiamo i banditi e le ragioni per cui agiscono in quel modo, sebbene il reato di sequestro di persona sia tra i delitti più odiosi che si possano commettere”.
Il 20 marzo 1983 il giudice del Tribunale di Tempio Pausania Mario Cabella pronunciò la condanna a 9 anni per Marco Cesari e Salvatore Marras, assessore comunale di Orune, e a 9 anni e 10 mesi per il macellaio di Pattada Pietro Delogu. Questi beneficiarono di importanti sconti di pena per la loro collaborazione con la giustizia. Gli orunesi Giovanni Mangia e Graziano Pietro Porcu, uno facente parte del primo del gruppo di prelievo e l'altro custode degli ostaggi, vennero condannati a 25 anni e 8 mesi. Martino Moreddu venne condannato a 20 anni e 2 mesi. Per Francesco Giuseppe Pala la pena fu di 18 anni e 6 mesi, ridotta in secondo grado a 10 anni e 10 mesi. Il pattadese Salvatore Vargiu, vivandiere della banda, fu condannato a 25 anni e 4 mesi. L'orunese Pietro Ghera, cassiere del gruppo, venne condannato a 16 anni e 10 mesi così come Carmelo Mangia. Il commerciante di Sennori Salvatore Cherchi venne condannato a 4 anni per riciclaggio, mentre per l'emissario Giulio Carta la pena fu di 5 anni di reclusione (pena ridotta in secondo grado a 3 anni). Nel novembre del 1985 Dori e Fabrizio firmano la domanda di grazia, presentata al Presidente della Repubblica Francesco Cossiga, di Salvatore Vargiu.

## Influenza sul cantautore
La vicenda del sequestro ispirò la produzione artistica successiva del cantautore genovese, il quale riprese l'attività musicale nei mesi successivi alla liberazione. Al sequestro De André dedicò il brano Hotel Supramonte, incluso nell'album L'indiano pubblicato nel 1981; sebbene il massiccio del Supramonte sia effettivamente stato usato come nascondiglio da molti famosi criminali sardi, De André e la Ghezzi (che si sposarono poi nel 1989, dopo 15 anni di fidanzamento) non furono mai tenuti prigionieri in tale luogo.

## Il sequestro di Fabrizio De André nella cultura di massa
Il sequestro di Fabrizio De André è stato ed è tuttora oggetto di attenzione da parte dei media nazionali ed internazionali. Anche a distanza di decenni si è parlato della vicenda in:
- Blu notte - Misteri italiani, programma condotto su Rai 3 dallo scrittore Carlo Lucarelli. La seconda puntata dell'ottava stagione (2007) è dedicata all'Anonima sequestri e vengono ricostruite le fasi del sequestro.
- La Storia siamo noi, programma condotto su Rai 2 dal giornalista Gianni Minoli, nel 2008 dedica al cantautore e alla sua storia la puntata In direzione ostinata e contraria.
- Fabrizio De André - Principe libero, film biografico del 2018 diretto da Luca Facchini e prodotto da Rai Fiction, nel quale Fabrizio De André e Dori Ghezzi sono interpretati, rispettivamente, dagli attori Luca Marinelli e Valentina Bellè.